# ガイウス・コッケイウス・バルブス
ガイウス・コッケイウス・バルブス（ラテン語: Gaius Cocceius Balbus、生没年不明）は紀元前1世紀中期の共和政ローマの政治家・軍人。紀元前39年に補充執政官（コンスル・スフェクト）を務めた。

## 出自
バルブスは無名のプレブス（平民）であるコッケイウス氏族の出身である。コッケイウス氏族はウンブリアから来たと言われている。氏族からはマルクス・アントニウスの支持者が多く出ており、バルブス以外には紀元前36年の執政官マルクス・コッケイウス・ネルウァなどがいる。また、氏族からは後に第12代ローマ皇帝ネルウァが出る。

## 経歴
紀元前39年に、任期途中で離職した正規執政官ルキウス・マルキウス・ケンソリヌスに代わり、補充執政官に就任した。
翌紀元前38年、アントニウスはバルブスをマケドニア属州総督（プロコンスル（前執政官）権限）またはアカエア属州総督代理（レガトゥス）に任命した。隷下の兵士たちは、バルブスをインペラトル（勝利将軍）と讃えている。
オクタウィアヌスとアントニウスの内戦の前、アントニウスがオクタウィアヌスの姉小オクタウィアと離婚したことをきっかけに、バルブスはオクタウィアヌス支持に転じた。

## 参考資料
- Broughton R. The Magistrates of the Roman Republic, Vol. II (1951)
- Syme R. The Augustan Aristocracy. - Oxford, 1989 .-- 504 p.
- Stern G Women, Children, and Senators on the Ara Pacis Augustae: A Study of Augustus' Vision of a New World Order in 13 BC, 2006